# Monroe megye (Pennsylvania)
Monroe megye az Amerikai Egyesült Államokban, azon belül Pennsylvania államban található. Megyeszékhelye Stroudsburg, legnagyobb városa East Stroudsburg. Lakosainak száma 168 327 fő (2020. április 1.). Monroe megye Wayne, Pike, Sussex, Warren, Northampton, Carbon, Luzerne és Lackawanna megyékkel határos.

## Népesség
A megye népességének változása:
| Lakosok száma | 169 939 | 169 822 | 168 436 | 167 148 | 166 397 | 168 327 |
|               | 2010    | 2011    | 2012    | 2013    | 2015    | 2020    |